# 野八角
野八角（学名：Illicium simonsii）为五味子科八角属的植物，有毒。分布于印度、缅甸以及中国大陆的云南、四川、贵州等地，生长于海拔1,700米至4,000米的地区，多生长在灌丛中、杂木林中、开阔处、溪流、山谷及沿江两岸潮湿处，目前尚未由人工引种栽培。

## 异名
- Illicium fargesii Finet et Gagnep.